# Stalhille
Stalhille is een dorp in de Belgische provincie West-Vlaanderen en een deelgemeente van Jabbeke het was een zelfstandige gemeente tot aan de gemeentelijke herindeling van 1977. Het dorp ligt ten noorden van Jabbeke-centrum en van het kanaal Brugge-Oostende, langs de weg van Jabbeke naar de kust.

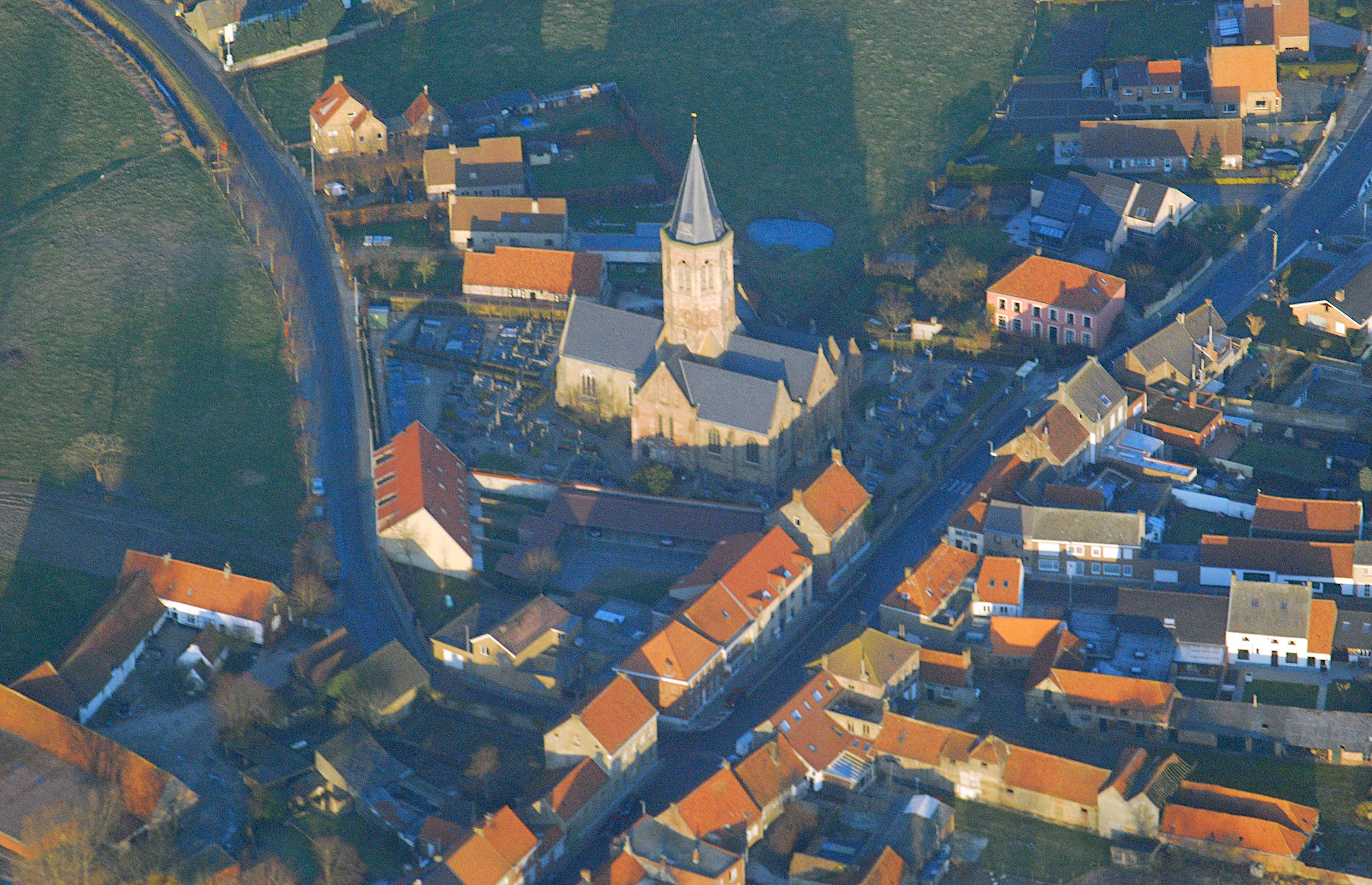
Stalhille op een winterochtend

## Geschiedenis
Stalhille ligt in de Oudlandpolders en is vanaf de 8e eeuw ononderbroken bewoond geweest. Bewoning en akkerbouw vond plaats op de kreekruggen. In 1247 werd Stalhille voor het eerst schriftelijk vermeld. De naam duidt op een woonplaats op een hoogte (hille). In de middeleeuwen vormde Stalhille samen met Jabbeke het ambacht Jabbeke in het Brugse Vrije. Bestuurlijk hoorde Stalhille tot de heerlijkheid Guysen die zetelde te Zevekote.
Tot in de 15e eeuw werd de moernering beoefend en tot in de 19e eeuw werd ook turf gestoken voor brandstofdoeleinden. Ook waren er steenovens.
Vanaf ongeveer 1570 woedden de godsdienstoorlogen en werd ook de kerk verwoest. In de 19e eeuw kende het dorp een betrekkelijke welvaart om in de 20e eeuw weer te ontvolken. In de 19e eeuw kwam ook een klooster en een school tot stand. Tijdens de Eerste Wereldoorlog werd het klooster door de bezetter als veldhospitaal gebruikt. Ook werd een militair vliegveld aangelegd. De aanleg van de N377, geopend in 1977, was ingrijpend voor het landschap.

## Demografische ontwikkeling
- Bronnen:NIS, Opm:1831 tot en met 1970=volkstellingen; 1976 = inwoneraantal op 31 december

## Bezienswaardigheden
- De Sint-Jan-de-Doperkerk.
- Kerkhof van Stalhille
- Grote Molen, windmolenrestant
- Rosmolen van het Paddegat
- Rosmolen Lootens
- Rosmolen Hof Vermeire
- Enkele historische boerderijen

## Natuur en landschap
Stalhille is een landbouwdorp, gelegen in het West-Vlaams polderland op een hoogte van ongeveer 2,5 meter. In het zuiden ligt het Kanaal Brugge-Oostende en in het noorden de Noordede.
Natuurgebieden zijn: Paddegat, Schobbejak, en Weiden Noordede.

## Galerij

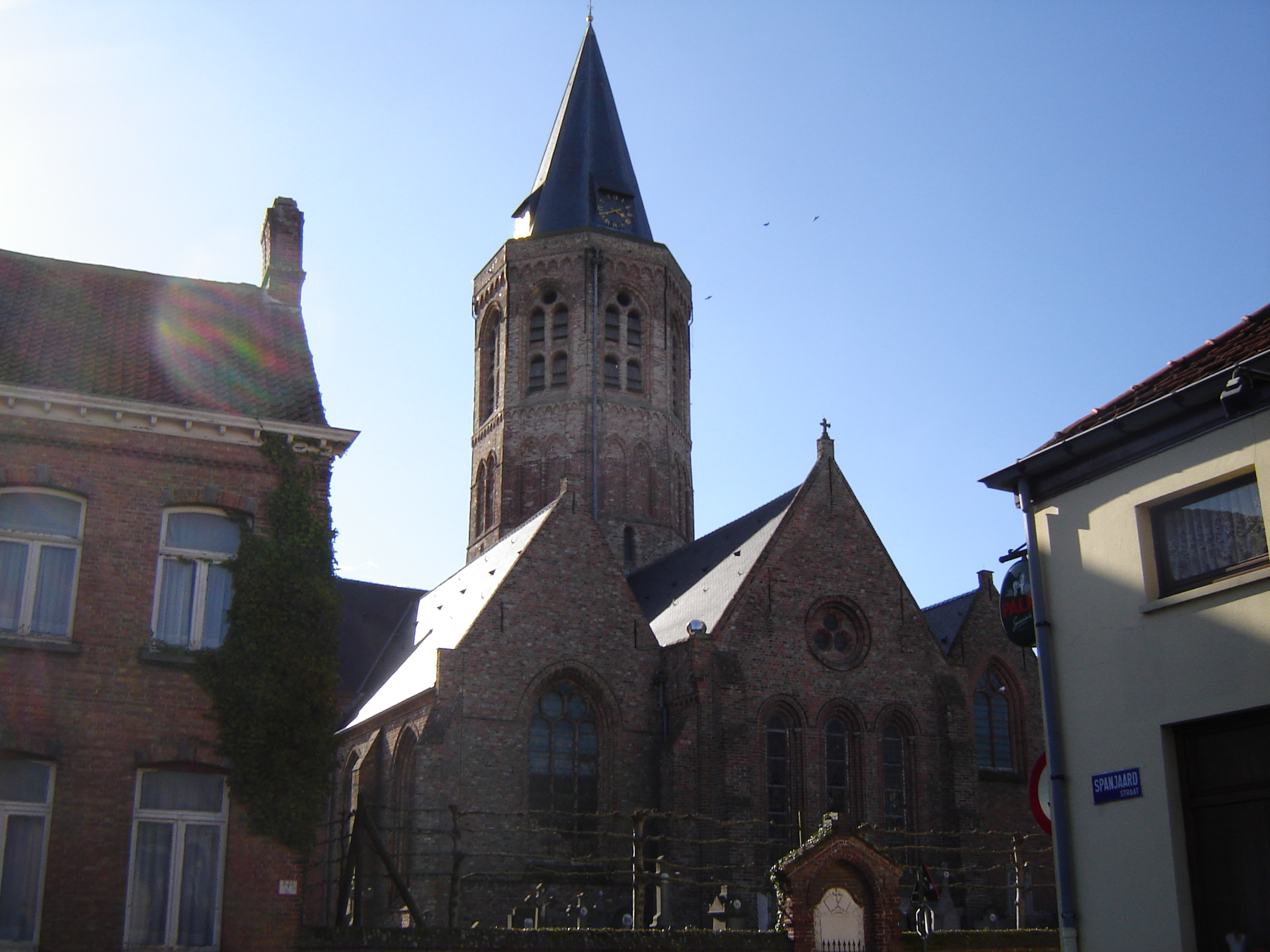
Sint-Jan Baptistkerk
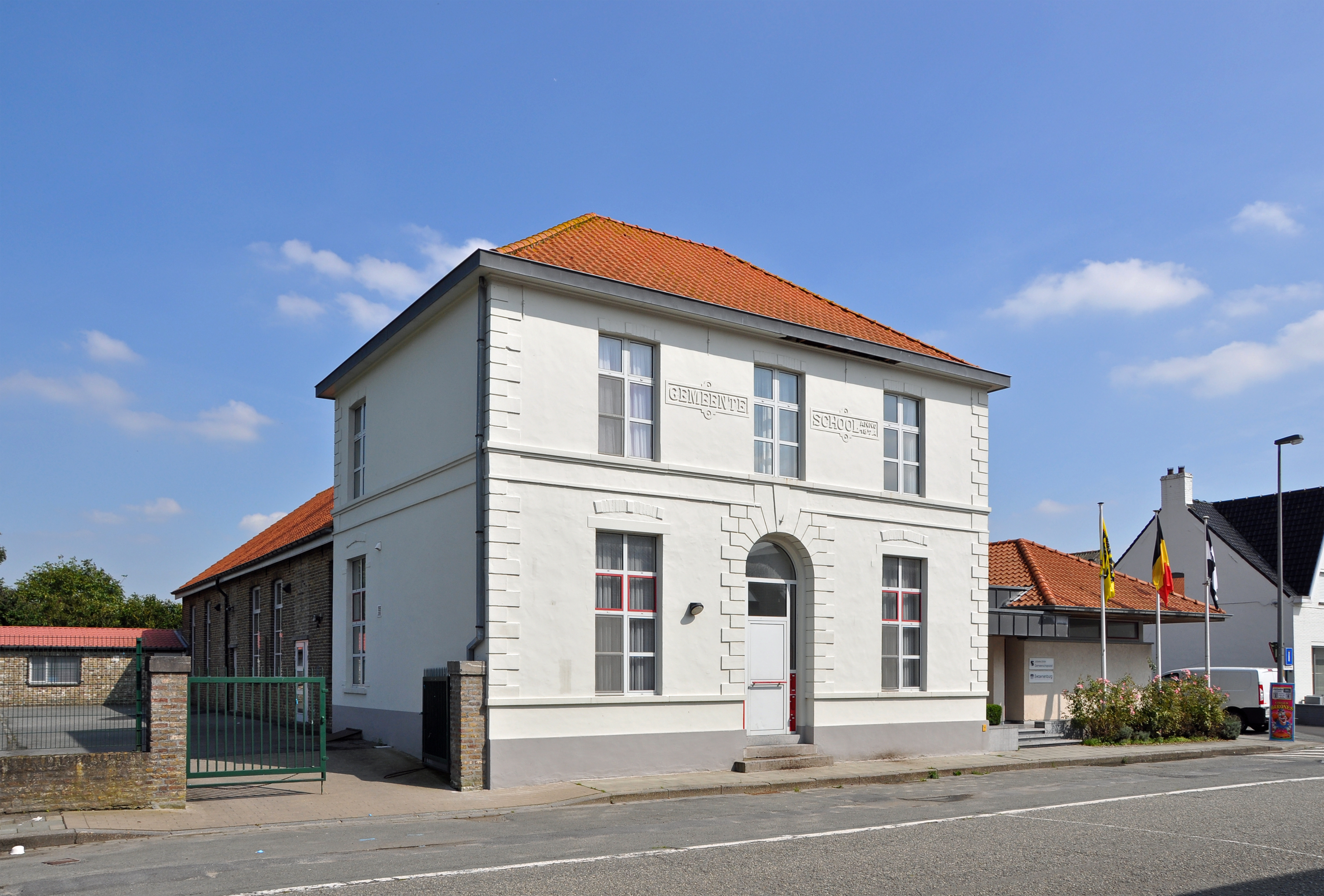
Gemeenteschool

## Geboren in Stalhille
- Victor Van Hoestenberghe (1868-1960), advocaat, gemeenteraadslid, schepen en burgemeester van Brugge en senator
- Marcel Boereboom (1902-1985), musicoloog

## Nabijgelegen kernen
Vlissegem, Klemskerke, Jabbeke, Houtave